# Галионский мост
Галионский мост — мост через реку Галион, расположенный недалеко от форта Дельгре в коммуне Бас-Тер французской Гваделупы. Через него проходит дорога D25. Указом от 6 марта 1979 мост был включён в число исторических памятников.

## История
Мост был построен во второй половине XVIII века, между 1773 и 1780 годами, по планам аббата Тальси, чтобы переходить с одного берега Галиона на другой. У него всего одна арка высотой около тридцати метров. Первоначально два конца моста были сделаны из деревянных настилов, которые можно было разрушить, чтобы противостоять наступлению врагов.
Мост до сих пор используется для автомобильного и пешеходного движения между верхним районом Бас-Тер (улицы Ларденуа и ле Д’Арбо) и коммуной Гурбер . Из-за его изношенности в результате двухвекового использования генеральный совет острова и Управление по делам культуры провели крупные восстановительные работы (каменная кладка, земляные работы, создание пешеходного моста стоимостью 2,5 миллиона евро) в период с лета 2014 г. по январь 2015, чтобы обеспечить устойчивость конструкций и лучшие условия для жителей.